# Arujärv
Arujärv (ili Arojärv) je jezero u sjevernoj Estoniji, u okrugu Põlva. Površina jezera je 31,5 ha.